# Normisjon
Normisjon är en norsk evangelisk-luthersk missionsorganisation bildad den 1 januari 2001 genom samgående mellan Langesundsfjordens Indremisjonsselskap, Det norske lutherske Indremisjonsselskap och Den Norske Santalmisjon.

## Langesundsfjordens Indremisjonsselskap
1853 bildades Foreningen for den indre Mission i Skien av Gustav Adolph Lammers. Flera liknande föreningar bildades sedan runt Langesundsfjorden. 1866 gick dessa samman och bildade Langesundsfjordens Indremisjonsselskap. Sällskapet hade sitt huvudkontor i missionshuset Hauges Minde i Skien.

## Det norske lutherske Indremisjonsselskap
1855 bildades Christiania Indremissionsforening på initiativ av professor Gisle Johnson. Flera missionsföreningar kom att bildas runt om i landet och 1868 samlades många av dessa i Den norske Lutherstiftelse med Johnson som ordförande.
1891 bytte man namn till Det norske lutherske Indremisjonsselskap.

## Den Norske Santalmisjon
Den Norske Santalmisjon grundade 1867 i Santhal Parganas i Indien, på initiativ av Lars Olsen Skrefsrud och Hans Peter Børresen.